# أقحوان هندي

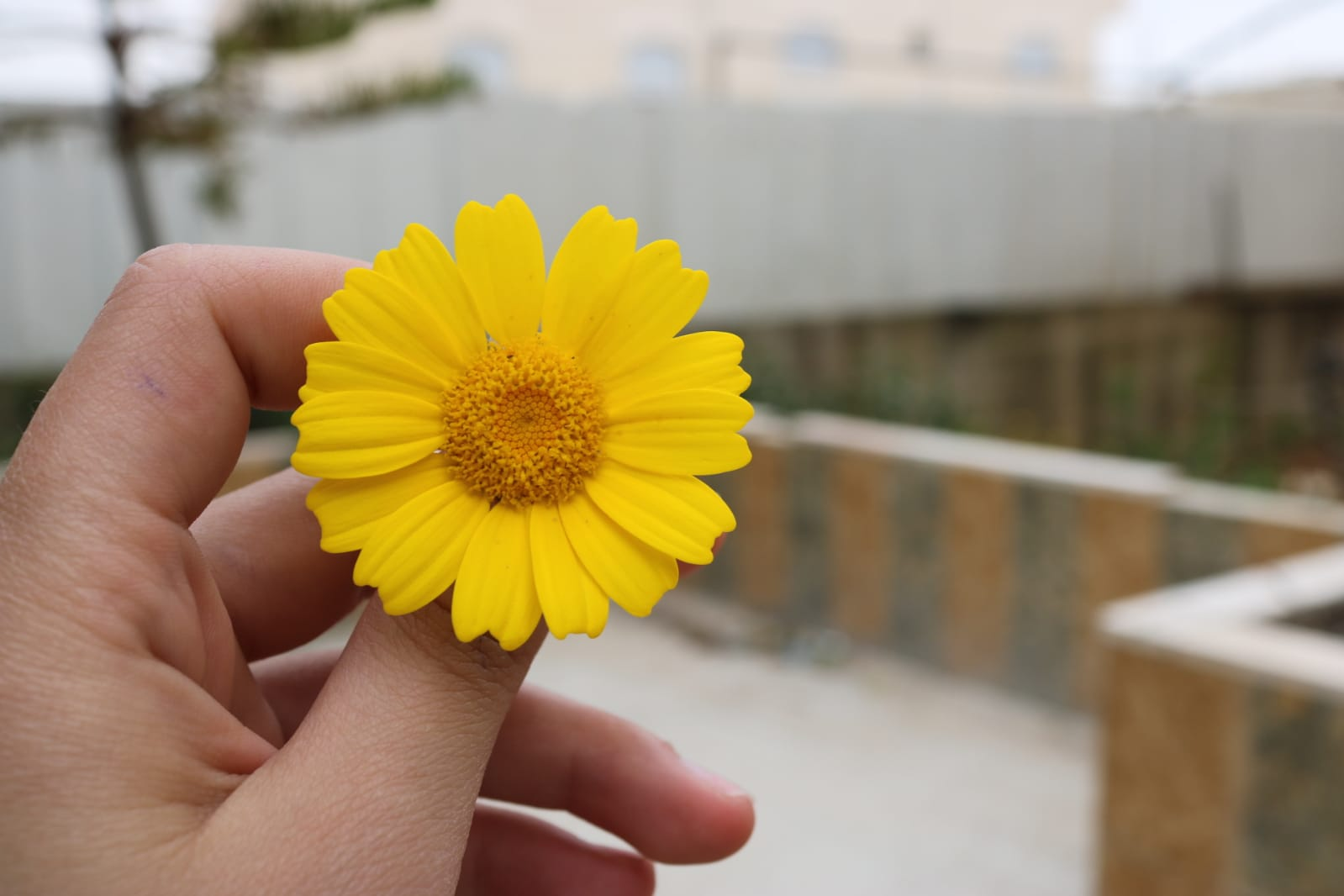
نبتة الاقحوان

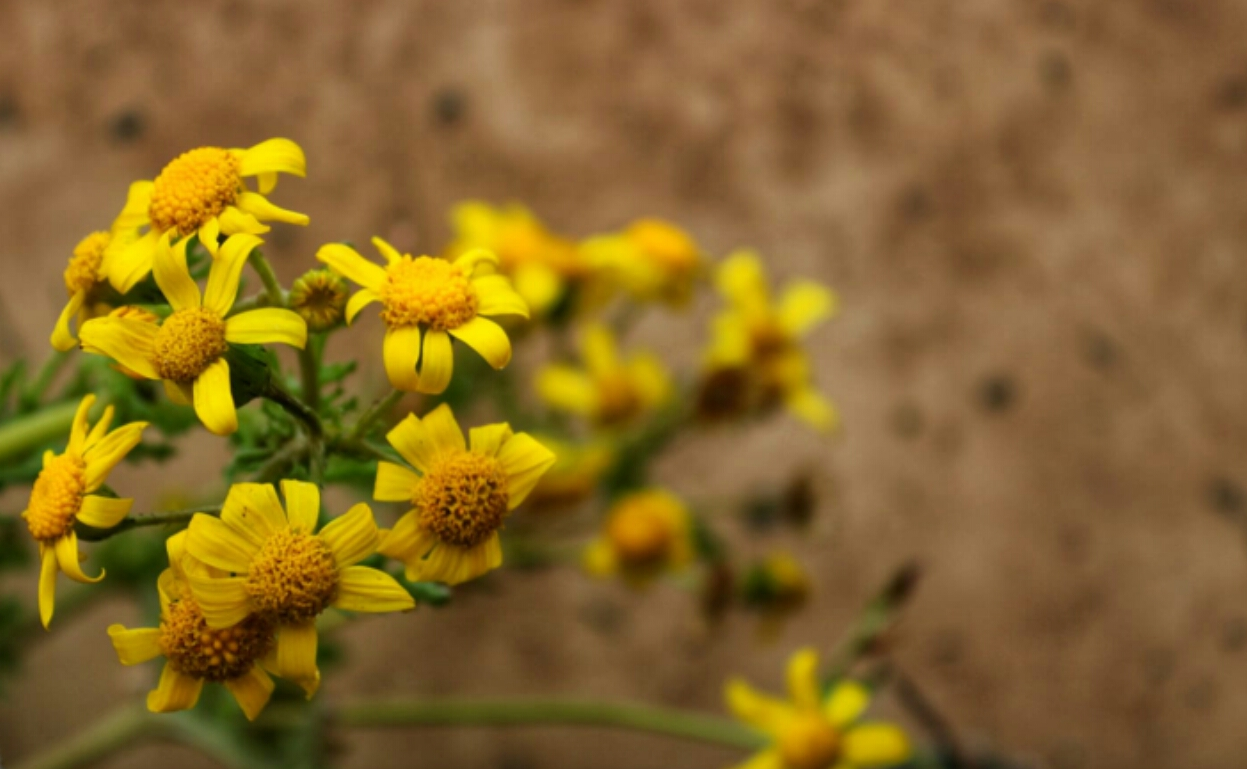
نبتة الاقحوان

الأقحوان الهندي هو نوع نباتي ينتمي إلى جنس الأقحوان من الفصيلة النجمية.